# Nilson Taty
Nilson Taty Sousa Vaz (15 novembre 1987) è un calciatore saotomense, portiere del Rei Amador.

## Statistiche

### Cronologia presenze e reti in nazionale
| Cronologia completa delle presenze e delle reti in nazionale ― São Tomé e Príncipe | Cronologia completa delle presenze e delle reti in nazionale ― São Tomé e Príncipe | Cronologia completa delle presenze e delle reti in nazionale ― São Tomé e Príncipe | Cronologia completa delle presenze e delle reti in nazionale ― São Tomé e Príncipe | Cronologia completa delle presenze e delle reti in nazionale ― São Tomé e Príncipe | Cronologia completa delle presenze e delle reti in nazionale ― São Tomé e Príncipe | Cronologia completa delle presenze e delle reti in nazionale ― São Tomé e Príncipe | Cronologia completa delle presenze e delle reti in nazionale ― São Tomé e Príncipe |
| Data                                                                               | Città                                                                              | In casa                                                                            | Risultato                                                                          | Ospiti                                                                             | Competizione                                                                       | Reti                                                                               | Note                                                                               |
| ---------------------------------------------------------------------------------- | ---------------------------------------------------------------------------------- | ---------------------------------------------------------------------------------- | ---------------------------------------------------------------------------------- | ---------------------------------------------------------------------------------- | ---------------------------------------------------------------------------------- | ---------------------------------------------------------------------------------- | ---------------------------------------------------------------------------------- |
| 11-11-2011                                                                         | São Tomé                                                                           | São Tomé e Príncipe                                                                | 0 – 5                                                                              | Rep. del Congo                                                                     | Qual. Mondiali 2014                                                                | -1                                                                                 | 62’                                                                                |
| 17-5-2014                                                                          | São Tomé                                                                           | São Tomé e Príncipe                                                                | 0 – 2                                                                              | Benin                                                                              | Qual. Coppa d'Africa 2015                                                          | -2                                                                                 |                                                                                    |
| 24-3-2018                                                                          | Kira                                                                               | Uganda                                                                             | 3 – 1                                                                              | São Tomé e Príncipe                                                                | Amichevole                                                                         | -1                                                                                 | 71’                                                                                |
| Totale                                                                             |                                                                                    | Presenze                                                                           | 3                                                                                  |                                                                                    | Reti                                                                               | -4                                                                                 |                                                                                    |

## Palmarès

### Club

#### Competizioni nazionali
- São Tomé and Príncipe Championship: 3

Sporting Praia Cruz: 2013, 2015, 2016